# Шорлуян, Партех Макарович
Партех Мака́рович Шорлуя́н (31 декабря 1915 ― 20 сентября 1991) ― советский врач-хирург, учёный, профессор, доктор медицинских наук. Ветеран Великой Отечественной войны.

## Биография
Партех Макарович родился 31 декабря 1915 года в селе Большие Салы Ростовской области. Он рано лишился отца, воспитывала его мама. 
Окончил рабфак и поступил в Ростовский государственный медицинский институт, который окончил с отличием в 1939 году. Был призван в ряды Красной Армии, служил в Сибирском военном округе. В 1939―1940 годах Партех Макарович принимал участие в Северо-Западной войне против Финляндии. С начала Великой Отечественной войны Партех Макарович Шорлуян ушёл на фронт в качестве командира санитарной роты в составе стрелкового полка, был хирургом медсанбата. Свой боевой путь Партех Шорлуян завершил на территории Восточной Пруссии в 1945 году. Вернувшись домой, устроился работать хирургом в Ростовский госпиталь инвалидов Отечественной войны. С 1947 года Партех Макарович был принят на работу в Ростовский медицинский государственный институт на кафедру факультетской хирургии в качестве ординатора. Этой кафедрой руководил профессор Борис Зиновьевич Гутников, Партех Шорлуян стал его любимым учеником. На кафедре у Б. З. Гутникова Партех Шорлуян активно занялся освоением плановой хирургии на высоком теоретическом и практическом уровне, он стал изучать действие белого стрептоцида на заживление как «чистых», так и инфицированных ран, вопросы профилактики раневой инфекции, сроков заживления. 
П. М. Шорлуяном была выполнена большая научная работа, посвящённая влиянию белого стрептоцида на регенерацию тканей. Под руководством профессора Б. З. Гутникова и профессора-морфолога К. А. Лаврова в 1951 году защитил кандидатскую диссертацию на тему: «Влияние белого стрептоцида на регенерацию тканей».
В 1952 году Партех Шорлуян прошёл по конкурсу на должность ассистента, затем и доцента кафедры факультетской хирургии Ростовского медицинского государственного института. Партех Макарович сочетал педагогическую и научно-исследовательскую работу, в научном хирургическом кружке он занимался воспитанием студентов, увлечённых хирургией.
П. М. Шорлуяном был разработан ряд инструментов для ушивания ложа предстательной железы, модифицирован уретроскоп и предложены оригинальные способы ведения оперативного вмешательства. Разработанный Шорлуяном метод считался операцией выбора и был широко внедрен в урологическую практику страны несколько десятилетий. В 1960 году защитил докторскую диссертацию на тему: «Материалы по морфологии и клинике аденомы предстательной железы». 
В 1960 году Партех Макарович Шорлуян ― заведующий кафедрой госпитальной хирургии. В 1961 году профессор П. М. Шорлуян избирается заведующим кафедрой общей хирургии Ростовского медицинского государственного института. 
В 1973 году Партех Макарович являлся участником ВДНХ СССР.
П. М. Шорлуян является автором более 350 научных работ, 5 монографий, имеет три авторских свидетельства на изобретение. 
Под его руководством подготовлено и защищено 29 кандидатских и 4 докторских диссертаций. Среди учеников профессора П. М. Шорлуяна есть имена, которые известны многим ростовчанам и жителям Ростовской области и они являются известными учёными, профессорами, Заслуженными врачами Российской Федерации: А. А. Дюжиков, А. В. Шапошников, В. И. Нефёдов, И. И. Таранов, В. Н. Чернов, Н. Л. Хашиев, А. Д. Беляевский, Э. В. Коноплёв, М. Г. Багдыков, А. П. Смирнов, А. И. Маслов.
С 1987 года Партех Макарович пенсионер, но продолжал трудиться в должности консультанта.
Партех Макарович Шорлуян трагически погиб 20 сентября 1991 года в автодорожной аварии. Профессор Александр Дмитриевич Беляевский, ученик П. М. Шорлуяна вспоминает:

Своим профессиональным становлением я обязан многим людям, но и довольно большом перечне учителей Партеху Макаровичу принадлежит особая роль. Именно он рассмотрел во мне в своё время перспективного, по его мнению, ученого, именно он в 1969 году лично приехал к начальнику Окружного военного госпиталя N° 1602, в котором я тогда работал рядовым анестезиологом, с просьбой передать на возглавляемую им кафедру. Партех Макарович придавал чрезвычайно большое значение анестезиологии-реаниматологии и был уверен в том, что без развития этой специальности не может быть должного развития хирургии.
Он умер у меня на руках (последние минуты жизни учителя).
20 сентября 1991 года я задержался в больнице дольше обычного и, проходя через приёмное отделение, совершенно случайно оказался лицом к лицу с лежащим на каталке только что доставленным с ДТП Партех Макаровичем. Своим профессиональным чутьём он правильно оценивал критичность своего положения, а первые же результаты беглого обследования безаппеляционно подтвердили несовместимость травматического повреждения с жизнью.
«Саша. Я всегда верил и верю сейчас в могущество реаниматологии. Ей принадлежит большое будущее, но мне нужно, чтобы она (реаниматология) проявила себя сейчас и притом максимально возможным образом!» — четко проскандировал он, не реагируя на мои вопросы.
Это были сто последние слова. Травма была чрезвычайно тяжелой, жизнь угасала поминутно и посекундно. Мы делали всё, что было в наших силах, одного мы не могли объяснить ни ему, ни себе, — что есть реальные пределы могущества медицины вообще и реаниматологии в частности. Он умер с непоколебимой верой в перспективность этой специальности, и сейчас такая его позиция представляется в качестве своеобразного напутствия более молодому поколению врачей на будущее.
В формировании же моего личного стремления развивать реаниматологию не жалея ни сил, ни средств этому напутствию по праву принадлежит доминирующая роль.

## Память
- В селе Большие Салы Ростовской области, где родился профессор П. М. Шорлуян, на здании большесальской средней школы в декабре 2015 года была установлена мемориальная доска, посвящённая к 100-летию со дня рождения Партеха Макаровича Шорлуяна[5]. Ученик профессора П. М. Шорлуяна, Заслуженный врач Российской Федерации Минас Георгиевич Багдыков на открытии мемориальной доски П. М. Шорлуяну говорил:

Я хочу поклониться этой святой земле. Партех Макарович удивительной был скромности человек. Я ему обязан абсолютно всем. Он научил меня хирургии. И мне очень приятно, что здесь его дочь, очень яркий и глубокий специалист, она достойно несёт имя своего отца. Низкий поклон светлой личности Партеха Макаровича.

Памятная доска в Ростове-на-Дону

- Администрацией города Ростова-на-Дону на доме № 42, где он жил, по улице Пушкинской была установлена мемориальная доска хирургу, профессору, ветерану Великой Отечественной войны, Партеху Макаровичу Шорлуяну[6].

- К 100-летию со дня рождения Партеха Макаровича Шорлуяна вышла в свет книга «Профессор Шорлуян Партех Макарович: штрихи к портрету хирурга, учёного, Человека». Авторы А. И. Маслов, Б. М. Белик, И. И. Таранов ― ученики профессора. Сергей Владимирович Шлык ― ректор Ростовского государственного медицинского университета в предисловии к книге пишет:

Имя Партеха Макаровича Шорлуяна вошло в титульный список сотрудников Ростовского государственного университета как человека достойного высоких почестей в силу его заслуг перед Отечеством и Alma mater. Вышедшей из низов общества, родившийся в небогатой армянской семье в сельской местности, он, благодаря своему творческому потенциалу, трудолюбию, поддержке семьи и общества, стал заметной фигурой в донской науке и хирургии.

## Награды
- Орден Красной Звезды[3],
- Два ордена Отечественной Войны II степени[3],
- Медаль «За отвагу»[3],
- Медаль «За оборону Москвы»[3],
- Медаль «За взятие Кенигсберга»[3],
- Медаль «За победу над Германией в Великой Отечественной войне 1941—1945 гг.»[3].